# 430年代
430年代（よんひゃくさんじゅうねんだい）は、西暦（ユリウス暦）430年から439年までの10年間を指す十年紀。